# Lijst van voetbalinterlands Oost-Timor - Taiwan
Deze lijst van voetbalinterlands is een overzicht van alle officiële voetbalwedstrijden tussen de nationale teams van Oost-Timor en Taiwan (Chinees Taipei). De landen speelden tot op heden vijf keer tegen elkaar. De eerste ontmoeting, een kwalificatiewedstrijd voor de Azië Cup 2019, werd gespeeld in Kaohsiung op 8 oktober 2016. Het laatste duel, een kwalificatiewedstrijd voor het wereldkampioenschap voetbal 2026, vond plaats op 17 oktober 2023 in Kaohsiung.

## Wedstrijden
| № | Plaats    | Datum           | Competitie                 | Wedstrijd                   | Uitslag |
| - | --------- | --------------- | -------------------------- | --------------------------- | ------- |
| 1 | Kaohsiung | 8 oktober 2016  | Azië Cup 2019 kwalificatie | Oost-Timor – Chinees Taipei | 1 – 2   |
| 2 | Kaohsiung | 11 oktober 2016 | Azië Cup 2019 kwalificatie | Chinees Taipei – Oost-Timor | 2 – 1   |
| 3 | Taipei    | 4 december 2017 | Vriendschappelijk          | Chinees Taipei − Oost-Timor | 3 − 1   |
| 4 | Kaohsiung | 12 oktober 2023 | WK 2026 kwalificatie       | Chinees Taipei – Oost-Timor | 4 – 0   |
| 5 | Kaohsiung | 17 oktober 2023 | WK 2026 kwalificatie       | Oost-Timor − Chinees Taipei | 0 − 3   |

## Samenvatting
| Competitie            | Totaal gespeeld | Winst Oost-Timor | Gelijk | Winst Chinees Taipei | Doelsaldo Oost-Timor – Chinees Taipei |
| --------------------- | --------------- | ---------------- | ------ | -------------------- | ------------------------------------- |
| WK-kwalificatie       | 2               | 0                | 0      | 2                    | 0 − 7                                 |
| Azië Cup-kwalificatie | 2               | 0                | 0      | 2                    | 2 − 4                                 |
| Vriendschappelijk     | 1               | 0                | 0      | 1                    | 1 − 3                                 |
| Totaal                | 5               | 0                | 0      | 5                    | 3 − 14                                |

FFTL · A-internationals · Oost-Timorees vrouwenelftal
2000 – 2009 · 
2010 – 2019
2003 · 
2004 · 
2005 · 
2006 · 
2007 · 
2008 · 
2009 · 
2010 · 
2011 · 
2012 ·
2015 ·
2016
Brunei ·
Cambodja ·
Filipijnen ·
Hongkong ·
Indonesië ·
Laos ·
Libanon ·
Malediven ·
Maleisië ·
Mongolië ·
Myanmar ·
Nepal ·
Palestina ·
Saoedi-Arabië ·
Singapore ·
Tadzjikistan ·
Taiwan ·
Thailand ·
Verenigde Arabische Emiraten
CTFA ·
Bondscoaches ·
vrouwenvoetbalelftal ·
Topscorers
Afghanistan ·
Australië ·
Bahrein ·
Bangladesh ·
Brunei ·
Cambodja ·
Fiji ·
Filipijnen ·
Grenada ·
Guam ·
Hongkong ·
India ·
Indonesië ·
Irak ·
Iran ·
Israël ·
Japan ·
Jordanië ·
Kenia ·
Kirgizië ·
Koeweit ·
Laos ·
Macau ·
Maleisië ·
Mongolië ·
Myanmar ·
Nepal ·
Nieuw-Zeeland ·
Noord-Korea ·
Oezbekistan ·
Oman ·
Oost-Timor ·
Pakistan ·
Palestina ·
Panama ·
Saint Kitts en Nevis ·
Salomonseilanden ·
Saoedi-Arabië ·
Singapore ·
Sri Lanka ·
Syrië ·
Thailand ·
Trinidad en Tobago ·
Turkmenistan ·
Vietnam ·
Zuid-Korea ·
Zuid-Vietnam